# آق قباق سفلی
آق قباق سفلی، روستایی در دهستان اصلاندوز شرقی بخش مرکزی شهرستان اصلاندوز در استان اردبیل ایران است. این روستا، مرکز دهستان اصلاندوز شرقی است.

## جمعیت
بر پایه سرشماری عمومی نفوس و مسکن در سال ۱۳۹۵، جمعیت این روستا برابر با ۹۷۸ نفر (۲۸۴ خانوار) بوده‌است.